# Петрик Іван Михайлович
Іва́н Миха́йлович Пе́трик (1849 хут. Сосновий Ріг Валківського повіту Харківської губернії (6 км від Валок)) — кобзар і лірник.

## З життєпису
Осліп на сьомому році життя від золотухи. Із двадцяти років навчався у Нестора Морозова. «У науці» перебував три роки. Був одруженим, мав дітей. Протиставляв лірництво простому жебрацтву. «… вони (поліцейські — К. Ч.), об'яснил мне Петрик, дюже не долюблюють нашого брата, за старців считають і гоняють геть звідсіль», — писав О. Вєтухов [Ветухов А. Материалы Комитета о кобзарях и лирниках // Труды Харьковского предварительного комитета по устройству ХІІ Археологического сьезда. — Х.: Печатное дело, 1902. — С. 387]. До співоцького репертуару І. Петрика входили думи: «Про Олексія Поповича», «Буря на Чорному морі», «Про вдову і трьох синів», «Про брата і сестру». Лірник знав безліч псальмів, в тому числі і на слова Г. Сковороди. Лірникував співець Валківщиною, Богодухівщиною, округою Харкова. У самому місті кобзарював на Кінному ринку. Мав кількох учнів. Помер на початку XX ст.